# Paliavana tenuiflora
Paliavana tenuiflora är en tvåhjärtbladig växtart som beskrevs av Rudolf Mansfeld. Paliavana tenuiflora ingår i släktet Paliavana och familjen Gesneriaceae. Inga underarter finns listade i Catalogue of Life.

## Bildgalleri

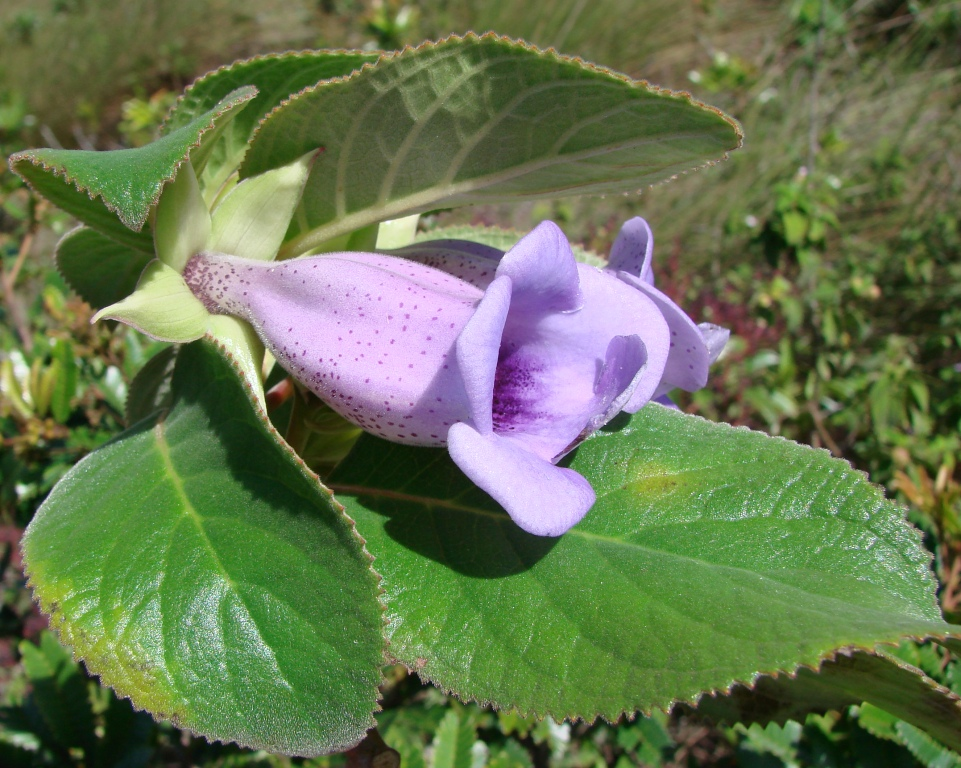
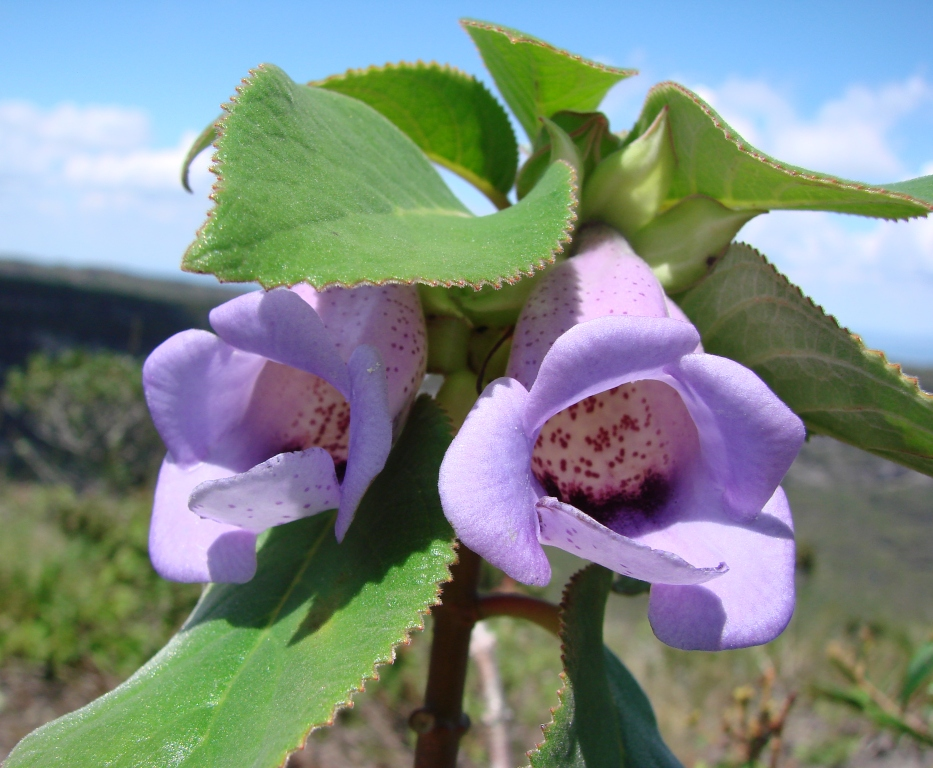